# 内閣法制局設置法
内閣法制局設置法（ないかくほうせいきょくせっちほう、昭和27年7月31日法律第252号）は、内閣法制局を設置するとともにその業務や組織などに関する日本の法律である。制定時の題名は「内閣」が冠されない「法制局設置法」であったが、総理府設置法等の一部を改正する法律（昭和37年法律第77号）に基づき1962年（昭和37年）7月1日に現在のものへ改題された。
所管官庁は、内閣法制局である。

## 構成
- 第一条（設置）
- 第二条（内閣法制局長官）
- 第三条（所掌事務）
- 第四条（内部部局）
- 第五条（職員）
- 第六条　削除
- 第七条（主任の大臣）
- 第八条（実施細則）
- 附則